# Жлебич
Жлебич (словен. Žlebič) — поселення в общині Рибниця, регіон Південно-Східна Словенія, Словенія.